# Solo–Superia

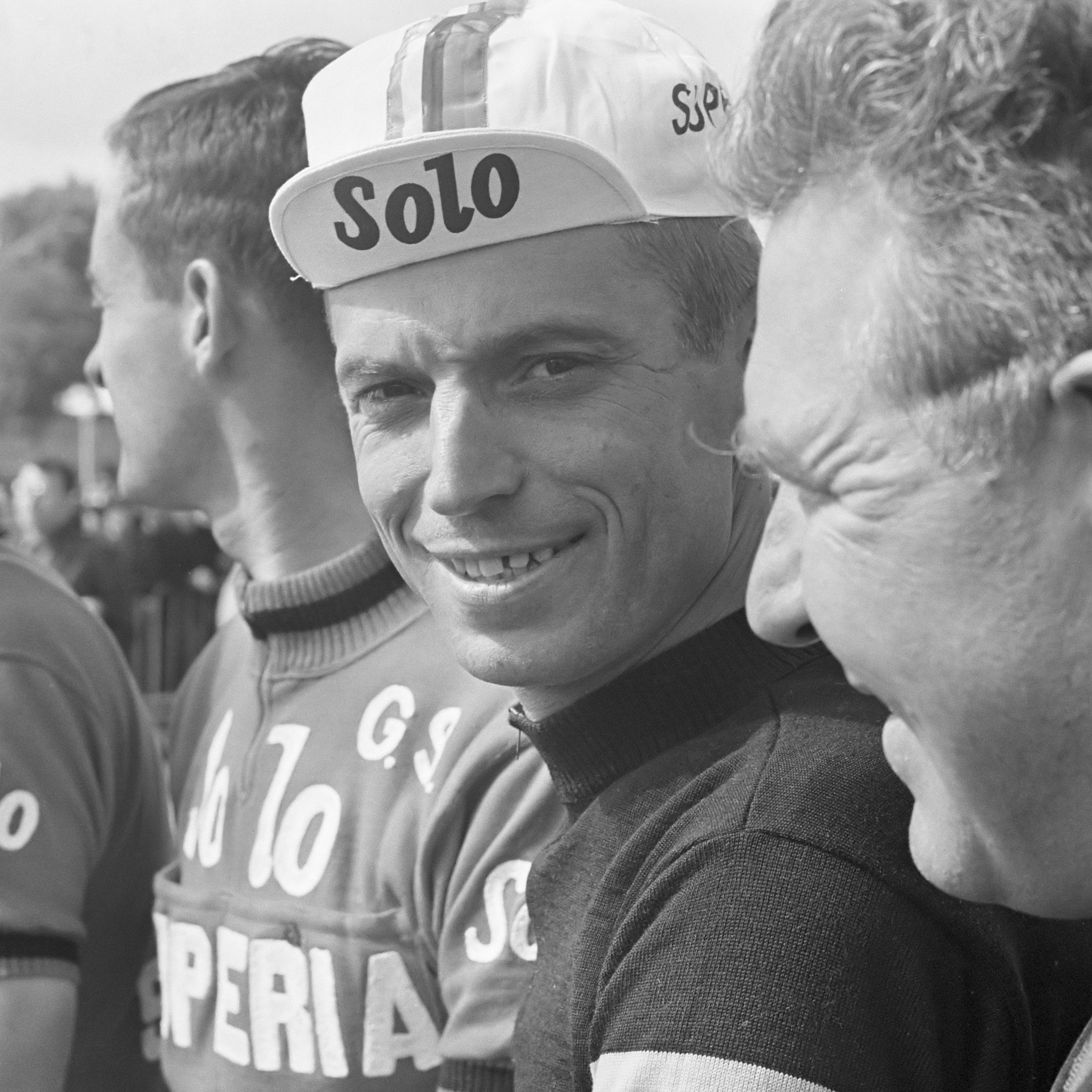
Rik van Looy (1964)

Solo–Superia, Solo–Van Steenbergen oder Solo–Terrot–Van Steenbergen war ein professionelles Radsportteam, das von 1961 bis 1966 bestand. Größte Erfolge waren die Siege bei der Flandern-Rundfahrt 1966, bei Paris–Roubaix 1965 sowie Etappensiege bei der Tour de France (15×) und bei der Vuelta a España (12×).

## Geschichte
Das Team wurde 1961 unter der Leitung von Robert Naeye gegründet. Im ersten Jahr wurden neben den sechs Siegen mit Platz 2 beim Omloop der Vlaamse Gewesten, dritte Plätze bei Polder-Kempen, beim Grand Prix Flandria und bei Brüssel–Ingooigem, Platz 6 bei der Luxemburg-Rundfahrt und Platz 14 beim Nationale Sluitingprijs erzielt. Im zweiten Jahr wurden mit  Platz 2 bei der Ronde van Limburg, Platz 3 bei der Tour du Nord-Quest, vierte Plätze beim Scheldeprijs, beim Critérium des As, bei Dokter Tistaertprijs, bei der Druivenkoers, beim Omloop der Vlaamse Gewesten, Platz 7 beim Omloop Het Volk und Platz 10 bei der Flandern-Rundfahrt erarbeitet. 1963 gelangen dem Team neben den Siegen weitere Platzierung mit Platz 2 beim Grand Dulieu, dritte Plätze beim Grand Prix d’Isbergues, beim Omloop van Oost-Vlaanderen, bei Dwars door Vlaanderen, Platz 4 bei Paris–Brüssel, fünfte Plätze bei der Flandern-Rundfahrt, bei der Belgien-Rundfahrt und der Niederlande-Rundfahrt. Das Team erzielte 1964 zweite Plätze bei Paris–Tours, bei Paris–Brüssel, beim Omloop Het Volk, dritte Plätze bei Gent–Wevelgem und Paris–Luxemburg, Platz 4 bei Mailand–Sanremo, Platz 5 bei Paris–Roubaix sowie Platz 6 bei der Flandern-Rundfahrt. Im Folgejahr absolvierte das Team die, nach Siegen, erfolgreichste Saison. Es wurden neben den ca. 40 Siegen, Platz 3 in der Gesamtwertung der Vuelta a España und Platz 6 bei der Flandern-Rundfahrt erreicht. 1996 erwirkte das Team neben den Siegen Platz 2 bei Paris–Tours, dritte Plätze bei Paris–Brüssel und Gent–Wevelgem, Platz 5 beim Amstel Gold Race und Platz 9 bei Paris–Roubaix. Am Ende der Saison 1966 wurde das Team aufgelöst. 
Rik Van Looy galt später als Initiator des vermutlich ersten Sprintzuges im Radsport, da er seine Domestiken in den Endphasen der Rennen so formierte, dass er bis zum finalen Sprint immer einen seiner Fahrer als Tempomacher vor sich hatte. Diese Staffeln erhielten im Radsport in Anlehnung an die Trikotfarben den Namen „Rote Garde“.
Hauptsponsor war Solo, ein belgischer Hersteller von Margarine. Co-Sponsoren waren von 1961 bis 1963 die Radmarke Van Steenbergen, 1963 die Radmarke Terrot und von 1964 bis 1966 die Radmarke Superia.

## Erfolge
1961
- Paris–Tours
- Omloop van West-Brabant
- Ronde van Brabant
- Elfstedenronde
- Druivenkoers
- eine Etappe Luxemburg-Rundfahrt

1962
- Nationale Sluitingprijs
- Paris–Brüssel
- Pfeil von Brabant
- Omloop van Midden-Brabant
- Elfstedenronde
- Omloop van het Leiedal
- Prix de la Libération
- zwei Etappen Valencia-Rundfahrt

1963
- zwei Etappen Tour de France
- Pfeil von Brabant
- GP Paul Borremans
- Ronde van Limburg
- Druivenkoers
- Brüssel–Verviers
- Gullegem Koerse
- Omloop van het Leiedal
- Memorial Fred De Bruyne
- Oostvlaamse Sluitingsprijs
- Omloop der 3 Provincies
- Omloop van West-Brabant
- zwei Etappen Belgien-Rundfahrt
- zwei Etappen Vier Tage von Dünkirchen
- eine Etappe Paris–Nizza
- eine Etappe Dwars door Vlaanderen

1964
- sechs Etappen Tour de France
- vier Etappen Vuelta a España
- Gesamtwertung und zwei Etappen Paris–Luxemburg
- Ronde van Brabant
- Harelbeke–Antwerpen–Harelbeke
- zwei Etappen Critérium du Dauphiné
- zwei Etappen Belgien-Rundfahrt
- Sassari–Cagliari
- Kuurne–Brüssel–Kuurne
- eine Etappe Giro di Sardegna
- eine Etappe Paris–Nizza
- eine Etappe Tour du Sud-Est
- Brüssel-Meulebeke
- Circuit de l’Aulne
- Petegem-aan-de-Leie
- Omloop van het Houtland

1965
- fünf Etappen Tour de France
- acht Etappen und  Punktewertung Vuelta a España
- Paris–Roubaix
- Gesamtwertung und fünf Etappen Giro di Sardegna
- drei Etappen Luxemburg-Rundfahrt
- zwei Etappen Paris–Luxemburg
- Kampioenschap van Vlaanderen
- Gent–Wevelgem
- Omloop Het Volk
- Harelbeke–Antwerpen–Harelbeke
- G.P. Alghero
- Brüssel-Meulebeke
- Grote Prijs Stad Vilvoorde
- zwei Etappen Tour du Sud-Est
- eine Etappe Belgien-Rundfahrt
- Circuit des XI Villes
- Omloop der Vlaamse Gewesten
- Flèche Enghiennoise
- Omloop van het Houtland Torhout

1966
- zwei Etappen Tour de France
- Harelbeke–Antwerpen–Harelbeke
- eine Etappe Paris–Nizza
- eine Etappe Luxemburg-Rundfahrt
- eine Etappe Katalonien-Rundfahrt
- eine Etappe Grand Prix des Pays-Bas
- Petegem-aan-de-Leie
- Omloop van de Fruitstreek
- Circuit du Tournaisis

## Monumente-des-Radsports-Platzierungen
| Monument                 | 1961 | 1962 | 1963 | 1964 | 1965 | 1966 |
| ------------------------ | ---- | ---- | ---- | ---- | ---- | ---- |
| Mailand–Sanremo          | –    | 8    | 27   | 4    | 41   | 14   |
| Flandern-Rundfahrt       | –    | 10   | 5    | 4    | 2    | 1    |
| Paris–Roubaix            | 3    | 6    | 4    | 5    | 1    | 9    |
| Lüttich–Bastogne–Lüttich | –    | 4    | 10   | –    | 29   | 20   |

## Grand-Tour-Platzierungen
| Grand Tour            | 1963 | 1964 | 1965 | 1966 |
| --------------------- | ---- | ---- | ---- | ---- |
| Vuelta a EspañaVuelta | –    | 14   | 3    | –    |
| Tour de FranceTour    | 33   | 33   | 31   | 27   |

## Bekannte ehemalige Fahrer
- Joseph Wouters (08.1961–1964)
- Rik Van Steenbergen (1961–1966)
- Robert Lelangue (1961)
- Ludo Janssens (1961–1962)
- Constant Goossens (1961–1962)
- Emile Severeyns (1961–1963)
- Bernard Van de Kerckhove (1962–1965)
- Roger De Breuker (1962–1964)
- Georges Van Coningsloo (1963)
- Arthur De Cabooter (1963–1964)
- Louis Proost (1963–1964)
- Palle Lykke (1963–1966)
- Edgard Sorgeloos (1964–05.1966)
- Armand Desmet (1964–1966)
- Rik van Looy (1964–1966)
- Julien Stevens (10.1963–1966)
- Eddy Merckx (1965)
- Edward Sels (1964–1966)
- Jean Monteyne (1966)